# Grand Prix moto de Catalogne 1997
Le Grand Prix moto de Catalogne 1997 est le treizième rendez-vous de la saison 1997 du championnat du monde de vitesse moto. Il s'est déroulé sur le circuit de Catalogne le 14 septembre 1997.

## Classement final 500 cm3
| Pos. | Pilote              | Moto       | Temps/Écart     | Points |
| ---- | ------------------- | ---------- | --------------- | ------ |
| 1    | Mick Doohan         | Honda      | 44 min 56 s 149 | 25     |
| 2    | Carlos Checa        | Honda      | +0 s 432        | 20     |
| 3    | Alex Criville       | Honda      | +1 s 750        | 16     |
| 4    | Luca Cadalora       | Yamaha     | +2 s 792        | 13     |
| 5    | Nobuatsu Aoki       | Honda      | +8 s 159        | 11     |
| 6    | Tadayuki Okada      | Honda      | +24 s 631       | 10     |
| 7    | Takuma Aoki         | Honda      | +24 s 826       | 9      |
| 8    | Kenny Roberts Jr    | Modenas    | +41 s 369       | 8      |
| 9    | Juan Borja          | Elf 500    | +41 s 805       | 7      |
| 10   | Doriano Romboni     | Aprilia    | +45 s 491       | 6      |
| 11   | Regis Laconi        | Honda      | +46 s 438       | 5      |
| 12   | Norifumi Abe        | Yamaha     | +47 s 528       | 4      |
| 13   | Kirk McCarthy       | Yamaha     | +55 s 442       | 3      |
| 14   | Jurgen vd Goorbergh | Honda      | +57 s 495       | 2      |
| 15   | Alberto Puig        | Honda      | +1 min 01 s 810 | 1      |
| 16   | Jurgen Fuchs        | Elf 500    | +1 min 02 s 291 |        |
| 17   | Daryl Beattie       | Suzuki     | +1 min 03 s 530 |        |
| 18   | Lucio Pedercini     | Yamaha     | +1 min 46 s 366 |        |
| 19   | Laurent Naveau      | ROC Yamaha | +1 tour         |        |
| Abd. | Sete Gibernau       | Yamaha     | Abandon         |        |
| Abd. | Jean-Michel Bayle   | Modenas    | Abandon         |        |
| Abd. | Frédéric Protat     | Honda      | Abandon         |        |
| Abd. | Alex Barros         | Honda      | Abandon         |        |

## Classement 250 cm3
| Pos  | Pilote               | Moto      | Temps/Écart     | Points |
| ---- | -------------------- | --------- | --------------- | ------ |
| 1    | Ralf Waldmann        | Honda     | 42 min 05 s 928 | 25     |
| 2    | Max Biaggi           | Honda     | +0 s 550        | 20     |
| 3    | Tohru Ukawa          | Honda     | +2 s 940        | 16     |
| 4    | Tetsuya Harada       | Aprilia   | +2 s 960        | 13     |
| 5    | Loris Capirossi      | Aprilia   | +13 s 760       | 11     |
| 6    | Olivier Jacque       | Honda     | +24 s 165       | 10     |
| 7    | Takeshi Tsujimura    | TSR-Honda | +27 s 393       | 9      |
| 8    | Haruchika Aoki       | Honda     | +44 s 398       | 8      |
| 9    | Noriyasu Numata      | Suzuki    | +49 s 040       | 7      |
| 10   | Osamu Miyazaki       | Yamaha    | +49 s 117       | 6      |
| 11   | Jeremy McWilliams    | Honda     | +49 s 542       | 5      |
| 12   | Emilio Alzamora      | Honda     | +50 s 027       | 4      |
| 13   | Luis d'Antin         | Yamaha    | +55 s 168       | 3      |
| 14   | José Luis Cardoso    | Yamaha    | +55 s 266       | 2      |
| 15   | Franco Battaini      | Yamaha    | +55 s 557       | 1      |
| 16   | Cristiano Migliorati | Honda     | +56 s 213       |        |
| 17   | Luca Boscoscuro      | Honda     | +1 min 15 s 407 |        |
| 18   | Sebastian Porto      | Aprilia   | +1 min 21 s 392 |        |
| 19   | Kurtis Roberts       | Honda     | +1 min 55 s 372 |        |
| 20   | Ismael Bonilla       | Honda     | +1 tour         |        |
| Abd. | David Guardiola      | Honda     | Abandon         |        |
| Abd. | Jesus Perez          | Honda     | Abandon         |        |
| Abd. | Javier Marsella      | Honda     | Abandon         |        |
| Abd. | Giuseppe Fiorillo    | Aprilia   | Abandon         |        |
| Abd. | Jamie Robinson       | Suzuki    | Abandon         |        |
| Abd. | Manuel Luque         | Aprilia   | Abandon         |        |
| Abd. | David de Gea         | Yamaha    | Abandon         |        |
| Abd. | Eustaquio Gavira     | Aprilia   | Abandon         |        |
| Abd. | William Costes       | Honda     | Abandon         |        |
| Abd. | Stefano Perugini     | Aprilia   | Abandon         |        |
| Abd. | Oliver Petrucciani   | Aprilia   | Abandon         |        |

## Classement 125 cm3
| Pos  | Pilote              | Moto    | Temps/Écart     | Points |
| ---- | ------------------- | ------- | --------------- | ------ |
| 1    | Valentino Rossi     | Aprilia | 42 min 14 s 687 | 25     |
| 2    | Kazuto Sakata       | Aprilia | +6 s 002        | 20     |
| 3    | Noboru Ueda         | Honda   | +9 s 527        | 16     |
| 4    | Mirko Giansanti     | Honda   | +11 s 185       | 13     |
| 5    | Tomomi Manako       | Honda   | +11 s 196       | 11     |
| 6    | Lucio Cecchinello   | Honda   | +11 s 269       | 10     |
| 7    | Roberto Locatelli   | Honda   | +11 s 354       | 9      |
| 8    | Gianluigi Scalvini  | Honda   | +18 s 326       | 8      |
| 9    | Garry McCoy         | Aprilia | +18 s 366       | 7      |
| 10   | Frédéric Petit      | Honda   | +18 s 555       | 6      |
| 11   | Masaki Tokudome     | Aprilia | +18 s 603       | 5      |
| 12   | Jorge Martínez      | Aprilia | +18 s 787       | 4      |
| 13   | Yoshiaki Katoh      | Yamaha  | +30 s 103       | 3      |
| 14   | Steve Jenkner       | Aprilia | +58 s 817       | 2      |
| 15   | Alvaro Molina       | Honda   | +1 min 13 s 702 | 1      |
| 16   | Gino Borsoi         | Yamaha  | +1 min 13 s 785 |        |
| 17   | Dirk Raudies        | Honda   | +1 min 18 s 201 |        |
| 18   | Youichi Ui          | Yamaha  | +1 min 34 s 319 |        |
| 19   | Joan Montero        | Honda   | +1 min 38 s 740 |        |
| 20   | Vicente Esparragoso | Yamaha  | +2 min 30 s 980 |        |
| 21   | David Ortega        | Honda   | +2 min 56 s 693 |        |
| Abd. | Xavier Soler        | Aprilia | Abandon         |        |
| Abd. | Chris Burns         | Honda   | Abandon         |        |
| Abd. | Masao Azuma         | Honda   | Abandon         |        |
| Abd. | Iván Martínez       | Aprilia | Abandon         |        |
| Abd. | Josep Sarda         | Honda   | Abandon         |        |
| Abd. | Angel Nieto Jr      | Aprilia | Abandon         |        |
| Abd. | Enrique Maturana    | Yamaha  | Abandon         |        |
| Abd. | Manfred Geissler    | Aprilia | Abandon         |        |
| Abd. | Jaroslav Huleš      | Honda   | Abandon         |        |